# آندری دوسولیه
آندره دوسولیه (فرانسوی: André Dussollier‎؛ زادهٔ ۱۷ فوریهٔ ۱۹۴۶) بازیگر سینما، تلویزیون و تئاتر فرانسوی است. او از سال ۱۹۷۰ میلادی تاکنون به فعالیت می‌پردازد.
از فیلم‌ها یا برنامه‌های تلویزیونی که وی در آن نقش داشته‌ می‌توان به هوایی چنان پاک، مأموران مخفی، سرنوشت شگفت‌انگیز املی پولن، داستان یک جوان فقیر، ساکت باش، ویدوک، یکشنبه طولانی نامزدی، دیو و دلبر، بدترین کابوسم و بهشت موقت اشاره کرد.
وی برنده جایزه سزار بهترین بازیگر مرد در سال ۱۹۹۸ و جایزه سزار بهترین بازیگر نقش مکمل مرد در سال‌های ۱۹۹۳ و ۲۰۰۲ شده‌ است.